# Glogovac (miasto Jagodina)
Glogovac (cyr. Глоговац) – wieś w Serbii, w okręgu pomorawskim, w mieście Jagodina. W 2011 roku liczyła 1287 mieszkańców.